# Chyšky
Chyšky là một làng thuộc huyện Písek, vùng Jihočeský, Cộng hòa Séc.